# Kwa'
Ne doit pas être confondu avec Langues kwa.
Le kwa' est l'une des 11 langues bamiléké. Elle est parlée au Cameroun dans la région du Littoral, le département du Nkam, à l'est de l'arrondissement de Nkondjock, également dans la région de l'Ouest, au sud-ouest du département du Ndé.
Ses dialectes sont le bekwa', le bakoua, le babwa, le mipa, le mbyam.
En 2000, le nombre de locuteurs était estimé à 1 000.

## Écriture
| a | b | c  | d | e | ɛ | ə  | f | g | gh | h | i | j | k | kx | l |
| m | n | ny | ŋ | ø | ɔ | pf | s | t | u  | ʉ | v | w | y | '  |   |